# Hammarby kyrkogård

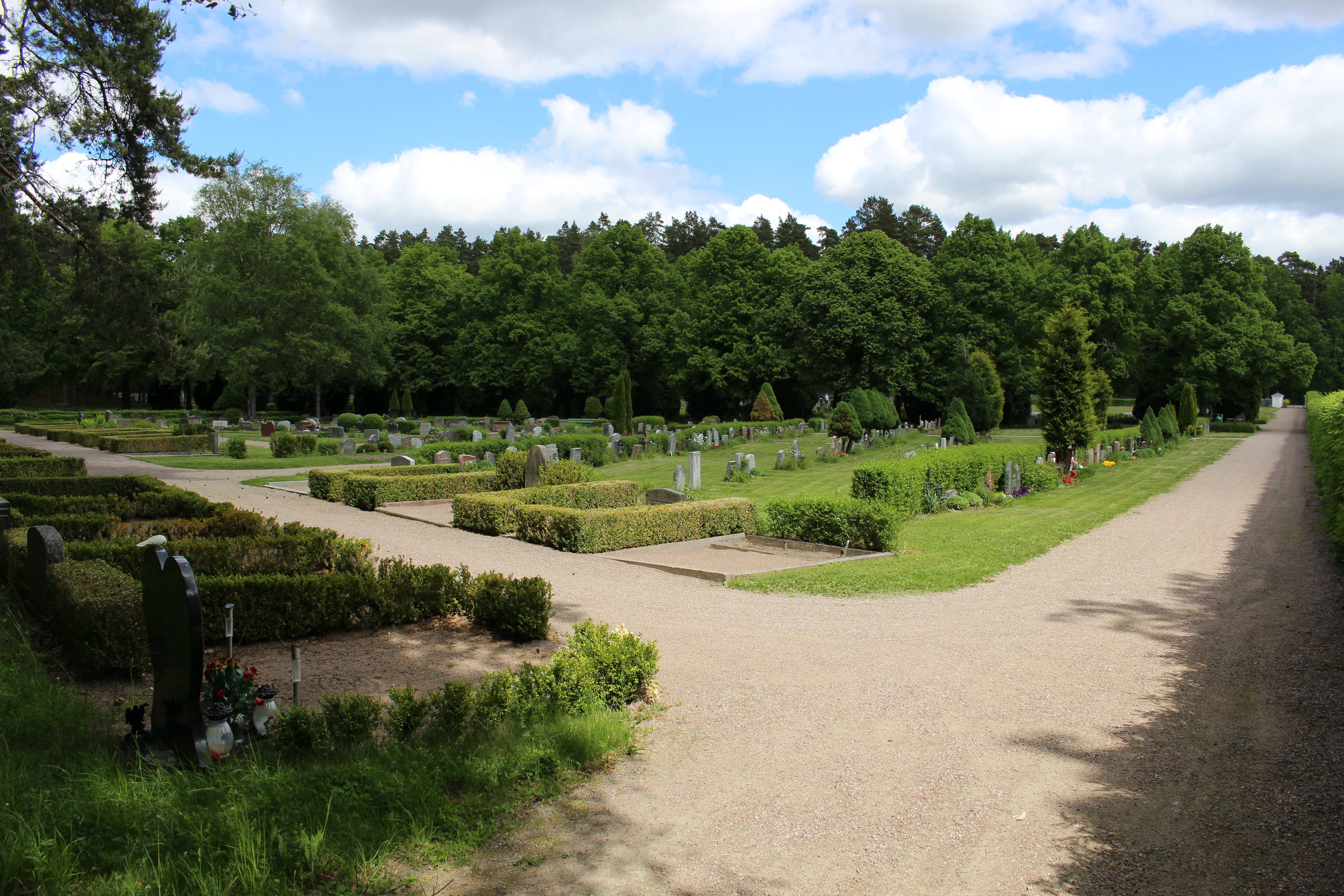
Södra delen av Hammarby kyrkogård

Hammarby kyrkogård är en begravningsplats strax söder om Uppsala. Den invigdes 1937, när den del av Uppsala gamla kyrkogård, som tillhörde Helga Trefaldighets församling blivit för trång. Begravningsplatsen omfattar 3,5 hektar.
Tvärs igenom den ursprungliga delen finns en gång, kantad av stora tujor och en lindallé. I mitten av 1970-talet utvidgades begravningsplatsen åt väster med ett skogsparti som används för urngravar. Där finns också en minneslund som togs i bruk 1977.
Bland bemärkta personer som ligger begravda där återfinns författaren och litteraturvetaren Sven Delblanc.